# Римская квадриеннале

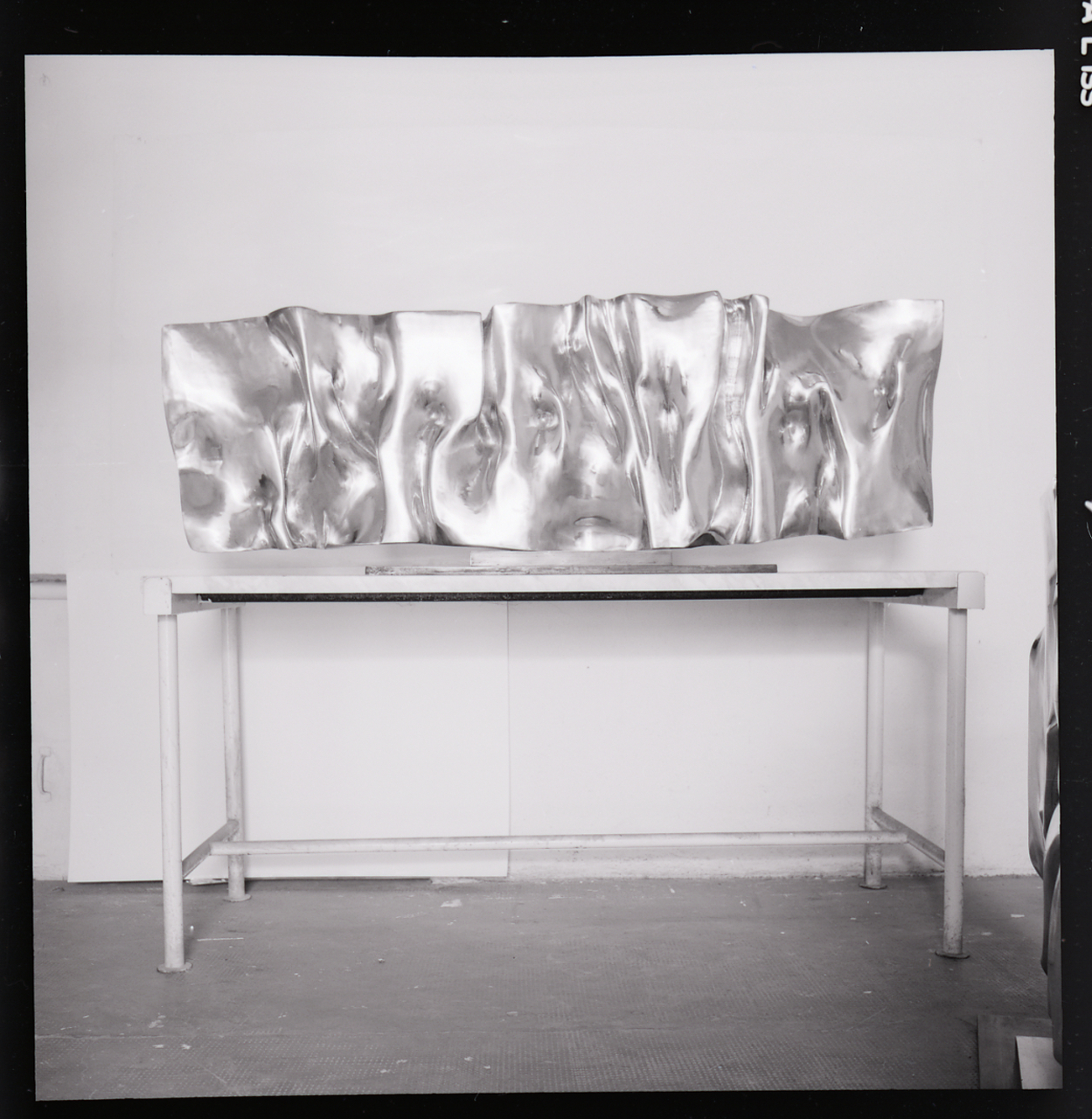
Giò Pomodoro, IX Римская Квадриеннале. Фотография Paolo Monti.

Римская Квадриеннале (ит. Quadriennale di Roma) — некоммерческая организация по продвижению современного итальянского искусства.
Её название происходит от выставки, проводимой каждые четыре года, что заложено в её уставе. Располагается в Риме в монументальном комплексе Вилла Карпенья.

## Выставки
Все главные выставки Римской Квадриеннале проводятся на своем историческом месте — в римском Выставочном дворце, кроме случаев, указанных ниже.
- I Квадриеннале, январь — июнь 1931.
- II Квадриеннале, февраль — июль 1935.
- III Квадриеннале, февраль — июль 1939.
- IV Квадриеннале, май — июль 1943.
- V Квадриеннале, март — май 1948.
- VI Квадриеннале, декабрь 1951 — апрель 1952.
- VII Квадриеннале, ноябрь 1955—1956.
- VIII Квадриеннале, декабрь 1959 — апрель 1960.
- IX Квадриеннале, октябрь 1965 — март 1966.
- X Квадриеннале, 5 выставок:
  - ноябрь — декабрь 1972.
  - февраль — март 1973.
  - май — июнь 1973.
  - март — апрель 1975.
  - июнь — июль 1977.
- XI Квадриеннале, Дворец съездов, Квартал всемирной выставки, Рим, май — август 1986.
- XII Квадриеннале, 2 выставки:
  - июль — сентябрь 1992.
  - Выставочный дворец и маццонианское крыло вокзала Термини, сентябрь — ноябрь 1996.
- 1999. XIII Квадриеннале, Выставочный дворец, июнь — сентябрь 1999.
- XIV Квадриеннале, 3 выставки:
  - Королевский дворец, Неаполь, ноябрь 2003 — январь 2004.
  - Дворец продвижения изящных искусств, Турин, январь — март 2004.
  - Национальная галерея современного искусства, Рим, март — май 2005.
- XV Квадриеннале, июнь — сентябрь 2008.[1]